# Sześć postaci w poszukiwaniu autora
Sześć postaci w poszukiwaniu autora (oryg. wł. Sei personaggi in cerca d'autore), w starszym tłumaczeniu na język polski Sześć postaci scenicznych w poszukiwaniu autora – dramat Luigiego Pirandellego z 1921.

## Treść
Akcja dramatu rozgrywa się podczas próby sztuki Gra ról Luigiego Pirandella. Na samym początku próby Woźny wprowadza Sześć Postaci – Ojca, Matkę, Pasierbicę, Syna, Chłopca i Dziewczynkę. Oznajmiają oni, że są postaciami literackimi utworzonymi w wyobraźni autora, który następnie nie napisał o nich całego dramatu. Poszukują teraz nowego artysty, który mógłby wystawić ich historię na scenie. Zachęcając dyrektora teatru do przygotowania o nich przedstawienia, opowiadają mu swoje dzieje: Ojciec i Matka byli małżeństwem, jednak kobieta wdała się w romans z innym mężczyzną, na co Ojciec przyzwolił. Ze związku tego przyszło na świat troje dzieci: Pasierbica, Chłopiec i Dziewczynka. Po śmierci kochanka Matka wróciła do domu swojego męża, gdzie żył również ich wspólny syn. Tymczasem Pasierbica, pracownica sklepu z elegancką odzieżą, zostaje prostytutką pod wpływem swojej pracodawczyni, pani Pace. Pewnego dnia jej klientem zostaje Ojciec, a świadkiem tego staje się Matka. 
Dyrektor, zainteresowany przedstawioną historią, wyznacza aktorów do ról Ojca, Matki i Pasierbicy i poleca im rozpoczęcie próby. Ojciec i Pasierbica obserwują ją, wyraźnie niezadowoleni ze sposobu, w jaki prezentowane są ich postacie i ich zachowanie. Wtrącają się do ustawienia dekoracji, pragnąc, by scena jak najwierniej odwzorowywała ich wyobrażenia. Gdy urządzają na scenie (przy pomocy ubrań aktorek) sklep pani Pace, ona sama wkracza na scenę – Ojciec stwierdza, że i ona jest ożywioną przez autora postacią, która nie doczekała się napisania o sobie dramatu. Ojciec, Pasierbica, pani Pace i Matka odgrywają scenę spotkania Ojca z Pasierbicą-prostytutką. Dyrektor jest zachwycony sceną i pewien sukcesu dramatu. 
Postacie przystępują do odgrywania drugiego aktu. Rozgrywa się on w ogrodzie, w domu Ojca. Pasierbica odgrywa scenę utopienia w basenie Dziewczynki i odkrycia, iż Chłopczyk, zabrawszy rewolwer Ojca, pragnie popełnić samobójstwo, nie wytrzymując napiętej atmosfery w rodzinie. Dyrektor chce, by między Matką a Synem doszło do dramatycznej sceny, Syn jednak odmawia jej odegrania, twierdząc, że w rzeczywistości nigdy coś takiego nie miało miejsca. Syn oznajmia również, że Ojciec popełnia szaleństwo, odsłaniając przed światem tragiczną historię rodziny; stwierdza, że sam autor, który wykreował ich postacie, zrezygnował z napisania o nich dramatu właśnie dlatego, by nie przedstawiać ich dziejów światu. Dyrektor domaga się kontynuowania przedstawienia. Syn stwierdza wówczas, że odkrył w ogrodzie tonącą przyrodnią siostrę, następnie zaś usłyszał wystrzał z rewolweru – to Chłopczyk popełnia samobójstwo. Aktorzy wynoszą za scenę ranne dziecko, następnie zaczynają się spierać, czy zginął on naprawdę, czy też była to wyłącznie fikcja literacka. Ojciec zapewnia, że oglądana scena była całkowicie rzeczywista. Dyrektor poleca aktorom rozejście się, jednak zanim opuszcza teatr, widzi z przerażeniem cienie czterech Postaci (bez zmarłych dzieci) stojących na scenie. 

## Cechy utworu
Sześć postaci w poszukiwaniu autora jest dramatem niepodzielonym na akty i sceny. Przerwy w realizacji scenicznej sztuki następują pozornie naturalnie: w momencie, gdy Ojciec i dyrektor wychodzą ze sceny w celu omówienia szczegółów scenariusza oraz w momencie, gdy teatralny maszynista przez pomyłkę opuszcza kurtynę.
Utwór należy do grupy dramatów napisanych przez Pirandella w latach 1921–1923, obok dramatów Każdy na swój sposób, Dziś wieczór improwizujemy i Henryk IV. Dzieła te łączy wykorzystanie motywu teatru w teatrze, ujmowanie sceny jako obrazu sytuacji życiowej człowieka oraz polemika z naturalistyczną i magiczną wizją teatru. Pirandello ukazuje w wymienionych dziełach umowność teatru, mechanizm tworzenia na scenie fikcji. Dramat sugeruje niemożliwość pełnego ukazania rzeczywistości w teatrze. Wyrazem tego jest fakt, że Sześć Postaci, obserwując wykonawców swoich ról, nie zgadza się z ich interpretacją, aktorzy zaś nie są w stanie wczuć się w położenie osób, które mają odtwarzać na scenie. Niemożność wyrażenia uczuć i skutecznej komunikacji w ocenie autora przekracza ramy teatru i jest nieuniknioną częścią funkcjonowania człowieka. Pirandello konfrontuje również dramat i teatr, podkreślając trwałość tekstu literackiego w porównaniu z krótkim czasem istnienia konkretnych realizacji scenicznych.
Utwór zalicza się do tych dzieł Pirandella, w których odrzucona została tradycyjna kompozycja dramatu. Jak pisze Heistein

Istnieje konflikt między postaciami, ale jest zatarty z dwóch powodów: po pierwsze, dotyczy on postaci nie "prawdziwych", ale postaci dramatu (mamy tu do czynienia z przypadkiem "fikcji w fikcji"), a po drugie: konflikt ten postacie mają już poza sobą i odtwarzają go tylko fragmentarycznie.

Zamiast doprowadzić tekst do rozwiązania, które łączyłoby dwa plany (losy Sześciu Postaci i próbę teatralną) dochodzi do punktu kulminacyjnego, który nie rozstrzyga losów bohaterów. W momencie śmierci Chłopczyka i Dziewczynki część aktorów uznaje ją za fikcję teatralną, inni wierzą, że postacie zginęły naprawdę. Dyrektor, działając w "rzeczywistości sceny", przerywa wówczas próbę, traktując całe wydarzenie jako nieudane ćwiczenia przed spektaklem; w finałowym momencie ukazują się jednak cienie tylko czterech spośród sześciu postaci – bez nieżyjących dzieci.
Dramat został źle przyjęty przez publiczność w czasie początkowych wystawień. Autorzy opisujący twórczość Pirandella zgodnie uważają go jednak za dzieło wysokiej klasy.